# Maiazoon orsaki
Genre
Espèce
Maiazoon orsaki une espèce de vers plats polyclades marins de la famille des Pseudocerotidae, la seule du genre Maiazoon. Ce genre appartient à la famille des Pseudocerotidae. 

## Description
Ce ver plat mesure jusqu'à 5 cm. Il possède un corps de forme ovoïde allongé avec un bord "ondoyé", la partie postérieure du corps est effilée.
La couleur de fond du corps est généralement dans les tons crème translucide à beige avec une fine ligne blanche médiane qui débute en retrait des taches oculaires au niveau de la partie antérieure et se termine juste avant le liseré du bord postérieur. Le pourtour du corps est orné d'une bande orange-brune et surlignée sur l'extérieur par un léger trait noir. La face ventrale présente une coloration similaire à la face dorsale avec la ligne médiane blanche en moins. Les pseudo-tentacules sont formées de plis, sont de forme rectangulaire et bien distinctes.
Maiazoon orsaki est doté de deux organes copulatifs mâles sur la face ventrale antérieure et de trois à cinq orifices génitaux équidistants mais bien séparés des organes mâles.

## Éthologie
Ce ver benthique peut faire des apparitions diurnes mais aurait plutôt une activité nocturne car comestible par les poissons.

## Habitat et répartition

### Habitat
L'habitat de Maiazoon orsaki est la zone récifale, sur les sommets ou sur les pentes exposées avec une prédilection pour les éboulis.

### Répartition
Cette espèce se rencontre dans la zone tropicale indo-pacifique, de l'archipel des Maldives à la Micronésie.

## Systématique
Les noms valides complets (avec auteur) de ces taxons sont :
- pour le genre : Maiazoon Newman & Cannon, 1996[2]
- pour l'espèce : Maiazoon orsaki Newman & Cannon, 1996[2]

Maiazoon orsaki est nommé Orsak Flatworm par les anglophones, ce qui se traduit par ver plat d'Orsak en français.